# 荟蔓藤属
荟蔓藤属（学名：Cosmostigma）是萝藦科下的一个属，为缠绕、秃净灌木植物。该属共有3种，分布于亚洲热带和亚热带地区。